# Tretoserphus foveolatus
Tretoserphus foveolatus är en stekelart som först beskrevs av Friedrich Alfred Gustav Jobst Möller 1882.  Tretoserphus foveolatus ingår i släktet Tretoserphus, och familjen svartsteklar. Arten är reproducerande i Sverige.